# Baseball ai Giochi della XXIX Olimpiade - Qualificazioni
Otto squadre si sono qualificate al torneo olimpico di baseball. Il paese ospitante si è qualificato automaticamente.

## America

### Qualificazione
America del Nord e Centrale
| Squadra     | G | V | P | PCT   | RF | RA | RD  |
| ----------- | - | - | - | ----- | -- | -- | --- |
| Stati Uniti | 5 | 5 | 0 | 1.000 | 49 | 13 | +36 |
| Canada      | 5 | 3 | 2 | 0.600 | 34 | 17 | +17 |
| Nicaragua   | 5 | 3 | 2 | 0.600 | 20 | 14 | +6  |
| Panama      | 5 | 2 | 3 | 0.400 | 38 | 35 | +3  |
| Messico     | 5 | 2 | 3 | 0.400 | 24 | 28 | -4  |
| Guatemala   | 5 | 0 | 5 | 0.000 | 4  | 58 | -54 |

Caraibi
| Squadra                 | G        | V        | P        | PCT      | RF       | RA       | RD       |
| ----------------------- | -------- | -------- | -------- | -------- | -------- | -------- | -------- |
| Rep. Dominicana         | 3        | 3        | 0        | 1.000    | 32       | 0        | +32      |
| Porto Rico              | 3        | 2        | 1        | 0.667    | 32       | 5        | +27      |
| Aruba                   | 3        | 1        | 2        | 0.333    | 11       | 17       | -6       |
| Bahamas                 | 3        | 0        | 3        | 0.000    | 0        | 53       | -53      |
| Giamaica                | ritirata | ritirata | ritirata | ritirata | ritirata | ritirata | ritirata |
| Isole Vergini Americane | ritirata | ritirata | ritirata | ritirata | ritirata | ritirata | ritirata |
| Curaçao                 | ritirata | ritirata | ritirata | ritirata | ritirata | ritirata | ritirata |

Sud America
| Squadra   | G | V | P | PCT   | RF | RA | RD  |
| --------- | - | - | - | ----- | -- | -- | --- |
| Venezuela | 4 | 4 | 0 | 1.000 | 24 | 12 | +12 |
| Brasile   | 4 | 3 | 1 | 0.750 | 26 | 8  | +18 |
| Ecuador   | 4 | 2 | 2 | 0.500 | 14 | 15 | -1  |
| Colombia  | 4 | 1 | 3 | 0.250 | 14 | 19 | -5  |
| Argentina | 4 | 0 | 4 | 0.000 | 12 | 36 | -24 |

### Turno preliminare
Gruppo A
| Squadra         | G | V | P | PCT   | RF | RA | RD  |
| --------------- | - | - | - | ----- | -- | -- | --- |
| Cuba            | 5 | 5 | 0 | 1.000 | 64 | 10 | +54 |
| Panama          | 5 | 4 | 1 | 0.800 | 38 | 17 | +21 |
| Nicaragua       | 5 | 3 | 2 | 0.600 | 24 | 18 | +6  |
| Rep. Dominicana | 5 | 2 | 3 | 0.400 | 31 | 31 | 0   |
| Colombia        | 5 | 1 | 4 | 0.200 | 15 | 41 | -26 |
| Ecuador         | 5 | 0 | 5 | 0.000 | 11 | 63 | -52 |

Gruppo B
| Squadra     | G | V | P | PCT   | RF | RA | RD  |
| ----------- | - | - | - | ----- | -- | -- | --- |
| Stati Uniti | 5 | 4 | 1 | 0.800 | 46 | 27 | +19 |
| Messico     | 5 | 4 | 1 | 0.800 | 23 | 19 | +4  |
| Canada      | 5 | 3 | 2 | 0.600 | 24 | 18 | +6  |
| Venezuela   | 5 | 2 | 3 | 0.400 | 27 | 39 | -12 |
| Brasile     | 5 | 1 | 4 | 0.200 | 27 | 32 | -5  |
| Porto Rico  | 5 | 1 | 4 | 0.200 | 23 | 34 | -11 |

### Girone finale
| Squadra         | G | V | P | PCT   | RF | RA | RD  |
| --------------- | - | - | - | ----- | -- | -- | --- |
| Stati Uniti     | 7 | 6 | 1 | 0.857 | 69 | 32 | +37 |
| Cuba            | 7 | 6 | 1 | 0.857 | 63 | 18 | +45 |
| Messico         | 7 | 5 | 2 | 0.714 | 38 | 24 | +14 |
| Canada          | 7 | 4 | 3 | 0.571 | 43 | 38 | +5  |
| Venezuela       | 7 | 3 | 4 | 0.428 | 41 | 41 | 0   |
| Panama          | 7 | 2 | 5 | 0.286 | 39 | 51 | -12 |
| Nicaragua       | 7 | 2 | 5 | 0.286 | 16 | 33 | -17 |
| Rep. Dominicana | 7 | 0 | 7 | 0.000 | 21 | 61 | -40 |

## Europa

### Qualificazione Turno 1
Gruppo A
| Squadra | G | V | P | PCT   | RF | RA | RD  |
| ------- | - | - | - | ----- | -- | -- | --- |
| Russia  | 3 | 3 | 0 | 1.000 | 35 | 3  | +32 |
| Austria | 3 | 2 | 1 | 0.667 | 22 | 18 | +4  |
| Polonia | 3 | 1 | 2 | 0.333 | 24 | 23 | +1  |
| Georgia | 3 | 0 | 3 | 0.000 | 8  | 45 | -37 |

Gruppo B
| Squadra     | G | V | P | PCT   | RF | RA | RD  |
| ----------- | - | - | - | ----- | -- | -- | --- |
| Bielorussia | 3 | 3 | 0 | 1.000 | 33 | 10 | +23 |
| Lituania    | 3 | 2 | 1 | 0.667 | 29 | 17 | +12 |
| Finlandia   | 3 | 1 | 2 | 0.333 | 28 | 43 | -15 |
| Turchia     | 3 | 0 | 3 | 0.000 | 22 | 42 | -20 |

Gruppo C
| Squadra    | G | V | P | PCT   | RF | RA | RD  |
| ---------- | - | - | - | ----- | -- | -- | --- |
| Croazia    | 3 | 3 | 0 | 1.000 | 30 | 6  | +24 |
| Irlanda    | 3 | 2 | 1 | 0.667 | 14 | 5  | +9  |
| Slovacchia | 3 | 1 | 2 | 0.333 | 15 | 16 | -1  |
| Norvegia   | 3 | 0 | 3 | 0.000 | 8  | 40 | -32 |

Gruppo D
| Squadra    | G | V | P | PCT   | RF | RA | RD  |
| ---------- | - | - | - | ----- | -- | -- | --- |
| Belgio     | 3 | 3 | 0 | 1.000 | 25 | 2  | +23 |
| Svizzera   | 3 | 2 | 1 | 0.667 | 18 | 11 | +7  |
| Slovenia   | 3 | 1 | 2 | 0.333 | 17 | 17 | 0   |
| San Marino | 3 | 0 | 3 | 0.000 | 3  | 33 | -30 |

### Qualificazione Turno 2
|  | Semifinali  | Semifinali  | Semifinali |         |        | Finale | Finale | Finale |  |
|  |             |             |            |         |        |        |        |        |  |
|  | Russia      | Russia      | 11         |         |        |        |        |        |  |
|  | Russia      | Russia      | 11         |         |        |        |        |        |  |
|  | Lituania    | Lituania    | 1          |         |        |        |        |        |  |
|  | Lituania    | Lituania    | 1          |         | Russia | Russia | 17     |        |  |
|  |             |             |            |         | Russia | Russia | 17     |        |  |
|  |             |             | Austria    | Austria | 0      |        |        |        |  |
|  | Bielorussia | Bielorussia | Austria    | Austria | 0      | 5      |        |        |  |
|  | Bielorussia | Bielorussia |            |         |        |        |        |        |  |
|  | Austria     | Austria     | 15         |         |        |        |        |        |  |

|  | Semifinali | Semifinali | Semifinali |         |         | Finale  | Finale | Finale |  |
|  |            |            |            |         |         |         |        |        |  |
|  | Croazia    | Croazia    | 13         |         |         |         |        |        |  |
|  | Croazia    | Croazia    | 13         |         |         |         |        |        |  |
|  | Svizzera   | Svizzera   | 3          |         |         |         |        |        |  |
|  | Svizzera   | Svizzera   | 3          |         | Croazia | Croazia | 12     |        |  |
|  |            |            |            |         | Croazia | Croazia | 12     |        |  |
|  |            |            | Irlanda    | Irlanda | 2       |         |        |        |  |
|  | Belgio     | Belgio     | Irlanda    | Irlanda | 2       | 1       |        |        |  |
|  | Belgio     | Belgio     |            |         |         |         |        |        |  |
|  | Irlanda    | Irlanda    | 4          |         |         |         |        |        |  |

### Turno preliminare
Il campionato europeo di baseball 2007 ha validità come torneo di qualificazione olimpica per Pechino 2008.
La Grecia fu squalificata dalla European Baseball Confederation e sostituita dall'Austria.
Gruppo A
| Squadra     | G | V | P | PCT   | RF | RA | RD |
| ----------- | - | - | - | ----- | -- | -- | -- |
| Paesi Bassi | 5 | 5 | 0 | 1.000 | -  | -  | -  |
| Germania    | 5 | 4 | 1 | 0.800 | -  | -  | -  |
| Svezia      | 5 | 3 | 2 | 0.600 | -  | -  | -  |
| Croazia     | 5 | 2 | 3 | 0.400 | -  | -  | -  |
| Austria     | 5 | 1 | 4 | 0.200 | -  | -  | -  |
| Rep. Ceca   | 5 | 0 | 5 | 0.000 | -  | -  | -  |

Gruppo B
| Squadra     | G | V | P | PCT   | RF | RA | RD |
| ----------- | - | - | - | ----- | -- | -- | -- |
| Regno Unito | 5 | 4 | 1 | 0.800 | -  | -  | -  |
| Spagna      | 5 | 4 | 1 | 0.800 | -  | -  | -  |
| Francia     | 5 | 3 | 2 | 0.600 | -  | -  | -  |
| Italia      | 5 | 3 | 2 | 0.600 | -  | -  | -  |
| Ucraina     | 5 | 1 | 4 | 0.200 | -  | -  | -  |
| Russia      | 5 | 0 | 5 | 0.000 | -  | -  | -  |

### Turno finale
Gruppo C
| Squadra     | G | V | P | PCT   | RF | RA | RD  |
| ----------- | - | - | - | ----- | -- | -- | --- |
| Paesi Bassi | 5 | 5 | 0 | 1.000 | 54 | 14 | +40 |
| Regno Unito | 5 | 3 | 2 | 0.600 | 32 | 31 | +1  |
| Spagna      | 5 | 3 | 2 | 0.600 | 41 | 32 | +9  |
| Germania    | 5 | 3 | 2 | 0.600 | 29 | 24 | +5  |
| Francia     | 5 | 1 | 4 | 0.200 | 16 | 35 | -19 |
| Svezia      | 5 | 0 | 5 | 0.000 | 15 | 51 | -36 |

## Asia

### Qualificazione
1/Dic/2007 Taiwan contro Corea del Sud
Giappone contro Campione Gruppo B
2/Dic/2007 Taiwan contro Campione Gruppo B
Giappone contro Corea del Sud
3/Dic/2007 Corea del Sud contro Campione Gruppo B
Giappone contro Taiwan
Gruppo B
26-28.Nov/2007 Hong Kong、Thailandia、Filippine 、 Pakistan(Campione IBAF Asian Cup 2006)

### Girone finale
| Squadra                  | G | V | P | PCT   | RF | RA | RD |
| ------------------------ | - | - | - | ----- | -- | -- | -- |
| Taiwan                   | 0 | 0 | 0 | 0.000 | 0  | 0  | 0  |
| Giappone                 | 0 | 0 | 0 | 0.000 | 0  | 0  | 0  |
| Corea del Sud            | 0 | 0 | 0 | 0.000 | 0  | 0  | 0  |
| Vincitore Qualificazione | 0 | 0 | 0 | 0.000 | 0  | 0  | 0  |

## Torneo di qualificazione mondiale
Al Torneo di qualificazione mondiale partecipano la terza e la quarta classificata del torneo di qualificazione americano, la seconda e la terza classificata dei tornei di qualificazione europei e asiatici e i campioni di Africa e Oceania. Le prime tre di questo torneo si qualificano alle Olimpiadi.
Squadre qualificate
- Messico
- Canada
- Regno Unito
- Spagna
- 2ª classificata Camp. Asiatico
- 3ª classificata Camp. Asiatico
- Sudafrica
- Australia